# Majintha Joseph Priye Jayesinghe

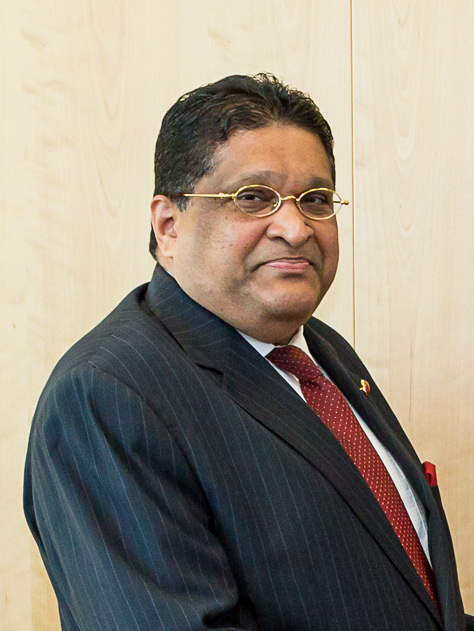
Majintha Jayesinghe

Majintha Joseph Priye Jayesinghe (මජින්ත ජයසිංහ, * 1. Mai 1966) ist ein sri-lankischer Diplomat.

## Werdegang
Majintha Joseph Priye Jayesinghe absolvierte 1994 Bachelor of Laws an der University of Birmingham. Von 1992 bis 1994 schrieb er an seiner Dissertation zu den Themen Menschenrechte, Strafrecht, Treuhandrecht und Kriminologie. Er absolvierte von 2001 bis 2002 ein Diplom für internationale Beziehungen an der Universität für Sprache und Kultur Peking und legte deinen Schwerpunkt auf Chinesische Sprachwissenschaften. 
Im Julo 1998 stieg Majintha Joseph Priye Jayesinghe in den diplomatischen Dienst Sri Lankas ein. 1998 arbeitete er in der Abteilung für Ostasien und die Pazifikstaaten im sri-lankischen Außenministerium. Von 1998 bis 2001 war er Referent und persönlicher Assistent von Außenminister Lakshman Kadirgamar. Im Rahmen seiner Tätigkeit war er etwa Delegierter an der UN-Generalversammlung in New York 1999 und 2000 sowie am G15-Treffen der Außenminister in Kairo im Jahr 2000. Nach seinem Studium in Peking arbeitete er an der sri-lankischen Botschaft in China. Von Julio 2006 bis März 2007 war er wieder Mitarbeiter der Abteilung für Ostasien und den Pazifikraum im Außenministerium.  Von März bis Dezember 2007 war er persönlicher Assistent von Außenminister Rohitha Bogollagama und war in dieser Rolle unter anderem Delegierter an der UN-Generalversammlung 2007. 
Von Dezember 2007 bis Juni 2011 war Majintha Joseph Priye Jayesinghe Generalkonsul am sri-lankischen Konsulat in Shanghai, China. Von Juni bis November 2011 arbeitete er in der Wirtschaftsabteilung es Außenministeriums. Im November 2011 wurde er zum Protokollchef des Außenministeriums ernannt und blieb bis Januar 2015 in dieser Position. Daneben war er von November 2012 bis November 2013 Generalkonsul beim Sekretariat der Taskforce für die CHOGM 2013. Von Januar 2014 bis Januar 2015 war er Generalkonsul für Menschenrechte am Außenministerium. Von März 2015 bis Juli 2018 war er Mitglied der Hohen Kommission Sri Lankas in Malaysia. Von Juli 2018 bis August 2019 war er stellvertretender Hoher Kommissar vor Ort. Von September 2019 bis Mai 2020 war er sri-lankischer Botschafter in den Vereinigten Arabischen Emiraten. Seit 30. Juni 2020 ist Majintha Joseph Priye Jayesinghe sri-lankischer Botschafter in Österreich.

## Privates
Majintha Joseph Priye Jayesinghe ist Single und spricht Sinhala, Mandarin und Englisch.